# Interacció d'intercanvi

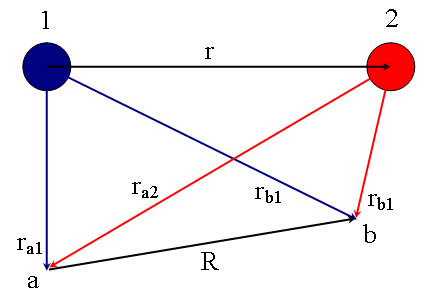
interacció d'intercanvi

En química i física, la interacció d'intercanvi és una restricció mecànica quàntica sobre els estats de partícules indistinguibles. Encara que de vegades s'anomena força d'intercanvi, o, en el cas dels fermions, repulsió de Pauli, les seves conseqüències no sempre es poden predir basant-se en les idees clàssiques de la força. Tant els bosons com els fermions poden experimentar la interacció d'intercanvi.

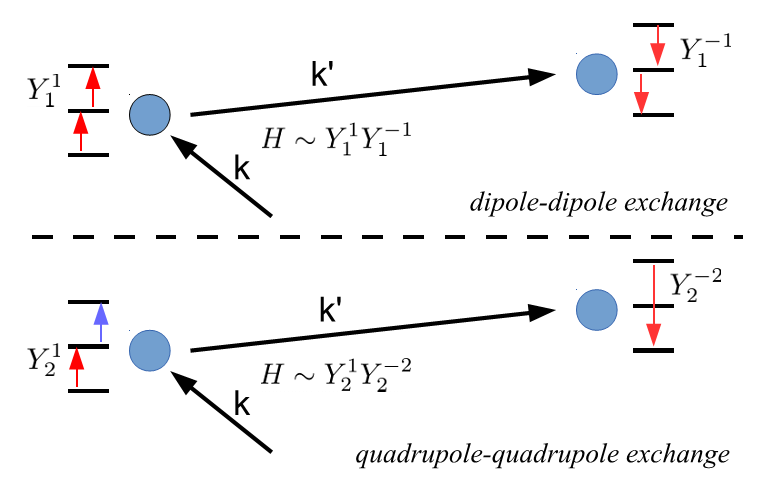
Exemples d'interaccions d'intercanvi dipol-dipol i quadrupol-quadrupol en el cas J=1.

La funció d'ona de les partícules indistinguibles està subjecta a la simetria d'intercanvi: la funció d'ona o canvia de signe (per als fermions) o es manté inalterada (per als bosons) quan s'intercanvien dues partícules. La simetria d'intercanvi altera el valor esperat de la distància entre dues partícules indistinguibles quan les seves funcions d'ona se superposen. Per als fermions el valor esperat de la distància augmenta, i per als bosons disminueix (en comparació amb les partícules distingibles).
La interacció d'intercanvi sorgeix de la combinació de la simetria d'intercanvi i la interacció de Coulomb. Per a un electró en un gas d'electrons, la simetria d'intercanvi crea un "forat d'intercanvi" al seu voltant, que altres electrons amb el mateix espín tendeixen a evitar a causa del principi d'exclusió de Pauli. Això disminueix l'energia associada a les interaccions de Coulomb entre els electrons amb el mateix espín. Com que dos electrons amb espines diferents es distingeixen entre si i no estan subjectes a la simetria d'intercanvi, l'efecte tendeix a alinear els espins. La interacció d'intercanvi és el principal efecte físic responsable del ferromagnetisme, i no té cap anàleg clàssic.
Per als bosons, la simetria d'intercanvi els fa agrupar, i la interacció d'intercanvi pren la forma d'una atracció efectiva que fa que les partícules idèntiques es trobin més a prop, com en la condensació de Bose-Einstein.
Els efectes d'interacció d'intercanvi van ser descoberts de manera independent pels físics Werner Heisenberg i Paul Dirac el 1926.

## Simetria d'intercanvi
Les partícules quàntiques són fonamentalment indistinguibles. Wolfgang Pauli va demostrar que es tracta d'un tipus de simetria: els estats de dues partícules han de ser simètrics o antisimètrics quan s'intercanvien les etiquetes de coordenades. En un sistema unidimensional simple amb dues partícules idèntiques en dos estats {\displaystyle \psi _{a}} i {\displaystyle \psi _{b}} Per tant, la funció d'ona del sistema es pot escriure de dues maneres:{\displaystyle \psi _{a}(x_{1})\psi _{b}(x_{2})\pm \psi _{a}(x_{2})\psi _{b}(x_{1}).}Intercanviant {\displaystyle x_{1}} i {\displaystyle x_{2}} proporciona una combinació simètrica dels estats ('plus') o una combinació antisimètrica ('menys'). Les partícules que donen combinacions simètriques s'anomenen bosons; els que tenen combinacions antisimètriques s'anomenen fermions.
Les dues combinacions possibles impliquen una física diferent. Per exemple, el valor esperat del quadrat de la distància entre les dues partícules és::258{\displaystyle \langle (x_{1}-x_{2})^{2}\rangle _{\pm }=\langle x^{2}\rangle _{a}+\langle x^{2}\rangle _{b}-2\langle x\rangle _{a}\langle x\rangle _{b}\mp 2|\langle x\rangle _{ab}|^{2}}L'últim terme redueix el valor esperat dels bosons i augmenta el valor dels fermions, però només quan els estats {\displaystyle \psi _{a}} i {\displaystyle \psi _{b}} superposició física ({\displaystyle \langle x\rangle _{ab}\neq 0}).
L'efecte físic del requisit de simetria d'intercanvi no és una força. Més aviat es tracta d'una limitació geomètrica important, que augmenta la curvatura de les funcions d'ona per evitar la superposició dels estats ocupats per fermions indistinguibles. Els termes "força d'intercanvi" i "repulsió de Pauli" per als fermions s'utilitzen algunes vegades com a descripció intuïtiva de l'efecte, però aquesta intuïció pot donar resultats físics incorrectes. :291

## Interaccions d'intercanvi entre moments magnètics d'electrons localitzats
Les partícules de mecànica quàntica es classifiquen en bosons o fermions. El teorema de l'espín-estadística de la teoria quàntica de camps exigeix que totes les partícules amb espín mig sencer es comportin com a fermions i totes les partícules amb espín sencer es comportin com a bosons. Diversos bosons poden ocupar el mateix estat quàntic ; tanmateix, segons el principi d'exclusió de Pauli, no hi ha dos fermions que puguin ocupar el mateix estat. Com que els electrons tenen espín 1/2, són fermions. Això vol dir que la funció d'ona global d'un sistema ha de ser antisimètrica quan s'intercanvien dos electrons, és a dir, intercanviats pel que fa a les coordenades espacials i d'espín. En primer lloc, però, s'explicarà l'intercanvi amb la negligència del gir.

## Interaccions d'intercanvi directe en sòlids
En un cristall, la generalització de l'Hamiltonian de Heisenberg en què la suma s'assumeix dels hamiltonians d'intercanvi per a tots els ( i, j ) parells d'àtoms del sistema de molts electrons dona:.
{\displaystyle {H}_{\text{Heis}}={\frac {1}{2}}\left(-2J\sum _{i,j}\langle {\vec {S}}_{i}\cdot {\vec {S}}_{j}\rangle \right)=-\sum _{i,j}J\langle {\vec {S}}_{i}\cdot {\vec {S}}_{j}\rangle } (14)
S'introdueix el factor 1/2 perquè la interacció entre els mateixos dos àtoms es compta dues vegades en realitzar les sumes. Tingueu en compte que la J a l'eq. (14) és la constant d'intercanvi J ab per sobre no la integral d'intercanvi Jex. La integral d'intercanvi J ex està relacionada amb una altra quantitat, anomenada constant de rigidesa d'intercanvi (A), que serveix com a característica d'un material ferromagnètic. La relació depèn de l'estructura cristal·lina. Per a una gelosia cúbica simple amb paràmetre de gelosia {\displaystyle a} ,
| {\displaystyle A_{sc}={\frac {J_{\text{ex}}\langle S^{2}\rangle }{a}}} | \| \| \| \| \| \| \| \| | (15) |
|                                                                        |                         |      |
|                                                                        |                         |      |

Per a una gelosia cúbica centrada en el cos,

| {\displaystyle A_{bcc}={\frac {2J_{\text{ex}}\langle S^{2}\rangle }{a}}} | \| \| \| \| \| \| \| \| | (16) |
|                                                                          |                         |      |
|                                                                          |                         |      |
i per a una gelosia cúbica centrada en la cara,

| {\displaystyle A_{fcc}={\frac {4J_{\text{ex}}\langle S^{2}\rangle }{a}}} | \| \| \| \| \| \| \| \| | (17) |
|                                                                          |                         |      |
|                                                                          |                         |      |
La forma de l'eq. (14) correspon de manera idèntica al model d'Ising de ferromagnetisme, excepte que en el model d'Ising, el producte escalar dels dos moments angulars d'espín se substitueix pel producte escalar SijSji. El model d'Ising va ser inventat per Wilhelm Lenz el 1920 i resolt per al cas unidimensional pel seu estudiant de doctorat Ernst Ising el 1925. L'energia del model d'Ising es defineix com:

| {\displaystyle E=-\sum _{i\neq j}J_{ij}\langle S_{i}^{z}S_{j}^{z}\rangle \,} | \| \| \| \| \| \| \| \| | (18) |
|                                                                              |                         |      |
|                                                                              |                         |      |